# Barycnemis rugosa
Barycnemis rugosa là một loài tò vò trong họ Ichneumonidae.